# Fenchel-Nielsen-Koordinaten
In der Mathematik dienen Fenchel-Nielsen-Koordinaten zur Parametrisierung des Raums hyperbolischer Metriken auf einer Fläche.

## Markierte hyperbolische Flächen
Eine Fläche heißt hyperbolisch, wenn sie eine Riemannsche Metrik von konstanter Schnittkrümmung {\displaystyle -1} mit totalgeodätischem Rand hat. Eine Fläche vom Geschlecht {\displaystyle g} mit {\displaystyle n} Randkomponenten ist genau dann hyperbolisch, wenn die Euler-Charakteristik {\displaystyle 2-2g-n} negativ ist.
Wir fixieren jetzt eine hyperbolische Fläche {\displaystyle \Sigma }. Eine Markierung einer hyperbolischen Fläche {\displaystyle S} (vom selben Geschlecht mit derselben Anzahl von Randkomponenten) ist ein Homöomorphismus {\displaystyle \phi \colon \Sigma \to S}. Zwei Markierungen heißen äquivalent, wenn die Homöomorphismen homotop sind. Eine markierte hyperbolische Fläche (von gegebenem {\displaystyle g} und {\displaystyle n}) ist dann ein Paar aus einer hyperbolischen Metrik und einer Äquivalenzklasse von Markierungen. Zwei isometrische hyperbolische Metriken entsprechen also unterschiedlichen markierten hyperbolischen Flächen, wenn die Isometrie nicht homotop zur Identität ist.
Der Fricke-Raum, häufig auch als Teichmüller-Raum {\displaystyle {\mathcal {T}}(S_{g,n})} bezeichnet (womit eigentlich der Modulraum Riemannscher Flächen gemeint ist), ist der Modulraum markierter hyperbolischer Flächen zu gegebenem {\displaystyle g} und {\displaystyle n}. Die Fenchel-Nielsen-Koordinaten sollen eine Parametrisierung dieses Raumes geben.

## Fenchel-Nielsen-Koordinaten für Hosen

Eine Hose wird von 3 geschlossenen Kurven berandet.

Aus zwei solchen Sechsecken setzt sich eine Hose zusammen.

Sei {\displaystyle H} eine Hose, also eine Fläche vom Geschlecht 0 mit drei Randkomponenten {\displaystyle \gamma _{1},\gamma _{2},\gamma _{3}}. Man erhält eine Hose aus zwei Sechsecken durch Identifizieren von drei (paarweise nicht-benachbarten) Kantenpaaren.
Sei {\displaystyle (l_{1},l_{2},l_{3})} ein Tripel positiver reeller Zahlen. Da es ein bis auf Kongruenz eindeutiges rechtwinkliges hyperbolisches Sechseck mit {\displaystyle l_{1}/2,l_{2}/2,l_{3}/2} als Längen der rechts blau eingezeichneten Kanten gibt, erhält man eine eindeutige hyperbolische Metrik auf der Hose, so dass die drei Randkomponenten geschlossene Geodäten der Längen {\displaystyle l_{1},l_{2},l_{3}} sind.
Man kann also den Raum der hyperbolischen Metriken auf der Hose parametrisieren durch
{\displaystyle {\mathcal {T}}(H)\to \mathbb {R} _{+}^{3}}
{\displaystyle g\to (l_{g}(\gamma _{1}),l_{g}(\gamma _{2}),l_{g}(\gamma _{3}))},
wobei {\displaystyle g} die hyperbolische Metrik und {\displaystyle l_{g}(\gamma )} die Länge der Kurve {\displaystyle \gamma } in der Metrik {\displaystyle g} bezeichnet.

## Hosenzerlegung

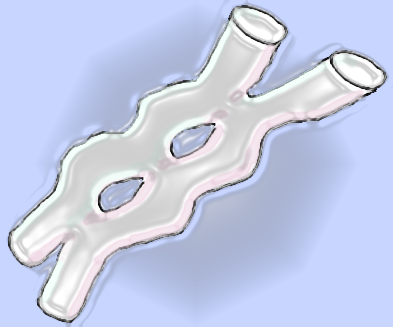
Die Fläche vom Geschlecht 2 mit 4 Randkomponenten kann in 6 Hosen zerlegt werden.

Man kann mehrere Hosen entlang einiger ihrer Randkomponenten verkleben, wodurch man kompliziertere Flächen erhält. Die entsprechende Zerlegung der resultierenden Fläche wird als Hosenzerlegung bezeichnet.
Eine Fläche vom Geschlecht {\displaystyle g} mit {\displaystyle n} Randkomponenten besitzt genau dann eine Hosenzerlegung, wenn
{\displaystyle 2(g-1)+n>0},
also wenn entweder {\displaystyle g\geq 2} oder {\displaystyle g=1,n\geq 1} oder {\displaystyle g=0,n\geq 3} ist. Eine Fläche kann im Allgemeinen mehrere unterschiedliche Hosenzerlegungen haben. Die Anzahl der Hosen in jeder Hosenzerlegung ist {\displaystyle 2(g-1)+n}. Die Anzahl der zerlegenden Kurven ist {\displaystyle 3(g-1)+n}.

## Twist-Parameter
Für zwei Randkomponenten einer hyperbolischen Hose gibt es eine eindeutige, sie verbindende kürzeste Geodäte {\displaystyle \delta }. Sei {\displaystyle \beta } eine andere die beiden Randkomponenten verbindende Kurve, und seien {\displaystyle N_{1},N_{2}} Umgebungen der Randkomponenten. Man kann {\displaystyle \beta } durch eine Isotopie außerhalb {\displaystyle N_{1}\cup N_{2}} mit {\displaystyle \delta } übereinstimmen lassen. Die Twistzahlen von {\displaystyle \delta } bezüglich der beiden Randkomponenten sind dann definiert als die horizontale Verschiebung des Endpunkts innerhalb der Umgebungen {\displaystyle N_{1}} bzw. {\displaystyle N_{2}}.
Für eine markierte hyperbolische Fläche definiert man dann den Twist-Parameter {\displaystyle \theta _{i}} bzgl. der geschlossenen Kurve {\displaystyle \gamma _{i}} unter Zuhilfenahme einer {\displaystyle \gamma _{i}} schneidenden geschlossenen Geodäte {\displaystyle \beta _{i}\subset \Sigma } als {\displaystyle \theta _{g}(\gamma _{i})=2\pi {\frac {t-t^{\prime }}{l_{g}(\gamma _{i})}}}, wobei {\displaystyle t} und {\displaystyle t^{\prime }} die Twistzahlen bzgl. {\displaystyle \gamma _{i}} der als Durchschnitt von {\displaystyle \beta _{i}} mit den beiden von {\displaystyle \gamma _{i}} berandeten Hosen entstehenden Bögen sind.
Man beachte, dass die Twist-Parameter {\displaystyle \alpha } und {\displaystyle \alpha +2\pi } zwar isometrischen Flächen, aber unterschiedlichen markierten hyperbolischen Flächen entsprechen: der Dehn-Twist an {\displaystyle \gamma _{i}} ist nicht homotop zur Identität.

## Fenchel-Nielsen-Koordinaten
Als Fenchel-Nielsen-Koordinaten einer markierten hyperbolischen Fläche {\displaystyle X} (zu einer gewählten Hosenzerlegung aus geschlossenen Kurven {\displaystyle \gamma _{1},\ldots ,\gamma _{3g-3+n}}) bezeichnet man das Tupel
{\displaystyle (l_{X}(\gamma _{1}),\ldots ,l_{X}(\gamma _{3g-3+n},\theta _{X}(\gamma _{1}),\ldots ,\theta _{X}(\gamma _{3g-3+n}))\in \mathbb {R} _{+}^{3g-3+n}\times \mathbb {R} ^{3g-3+n},}
wobei {\displaystyle l_{X}(\gamma _{i})} die Länge der geschlossenen Geodäte und {\displaystyle \theta _{X}(\gamma _{i})} ihren Twist-Parameter bezeichnet.
Die Fenchel-Nielsen-Koordinaten geben einen Homöomorphismus {\displaystyle {\mathcal {T}}(S_{g,n})\simeq \mathbb {R} _{+}^{3g-3+n}\times \mathbb {R} ^{3g-3+n}.}